# در جستجوی آلفا
در جستجوی آلفا (به انگلیسی: Seeking Alpha) یک سرویس محتوای جمع‌سپاری‌ است که اخبار مرتبط با بازارهای مالی را منتشر می‌کند. این سرویس از طریق وب‌سایت و اپلیکیشن موبایل قابل دسترسی است. پس از یک دوره آزمایشی رایگان، کاربران برای دسترسی به محتوا باید اشتراک خریداری کنند. تقریباً تمام مقالات منتشر شده در این سرویس توسط نویسندگان مستقل، عمدتاً از بخش خرید (Buy Side)، نوشته می‌شود و این نویسندگان بر اساس تعداد مشترکانی که مقالات آن‌ها را می‌خوانند، دستمزد دریافت می‌کنند. در جستجوی آلفا در سال ۲۰۰۴ توسط دیوید جکسون، تحلیل‌گر سابق فناوری در مورگان استنلی، تأسیس شد.

## نتایج توصیه‌ها (۱۳۸۳–۱۳۹۰)
در سال ۱۳۹۲، مجله Review of Financial Studies مقاله‌ای با عنوان «خِرَد جمعی: ارزش نظرات سهام منتقل‌شده از طریق شبکه‌های اجتماعی» منتشر کرد. پژوهشگرانی از دانشگاه شهر هنگ‌کنگ، دانشگاه پردو و مؤسسه فناوری جورجیا حدود ۱۰۰,۰۰۰ مقاله و دیدگاه منتشرشده در "در جستجوی آلفا" بین سال‌های ۱۳۸۳ تا ۱۳۹۰ را تحلیل کردند.
این پژوهشگران توانایی مقالات "در جستجوی آلفا" را در پیش‌بینی نه‌تنها بازده آینده سهام (متغیری که ممکن است تحت تأثیر نظرات منتشرشده تحلیل‌گران قرار گیرد)، بلکه همچنین شگفتی‌های درآمدی آینده (متغیری که احتمال کمتری برای تأثیرپذیری از نظرات منتشرشده دارد) بررسی کردند.
نتایج نشان داد که دیدگاه‌های مطرح‌شده در مقالات این سایت و همچنین نظرات خوانندگان درباره این مقالات، بازده آینده سهام را در تمام بازه‌های زمانی بررسی‌شده، از یک ماه تا سه سال پیش‌بینی می‌کنند. مقالات و دیدگاه‌های خوانندگان همچنین توانایی پیش‌بینی شگفتی‌های درآمدی را داشتند.

## جوایز و افتخارات
در سال ۱۳۸۵، "در جستجوی آلفا" توسط مجله کیپلیگر (به انگلیسی: Kiplinger’s) به‌عنوان «بهترین منبع اطلاعات سرمایه‌گذاری» انتخاب شد.
در سال ۱۳۸۹، بخش جریان‌های بازار (به انگلیسی: Market Currents) از "در جستجوی آلفا" در صدر فهرست «وبلاگ‌های اقتصادی ضروری» مجله Inc. قرار گرفت.
در سال ۱۳۹۱، مجله وایرد "در جستجوی آلفا" را یکی از «مواد مغذی اصلی یک رژیم داده‌ای مناسب» نامید.